# فاینال فانتزی (بازی ویدئویی)
فاینال فانتزی (به ژاپنی: ファイナルファンタジー Fainaru Fantajī) یک بازی ویدئویی در سبک نقش‌آفرینی کنسولی طراحی شده توسط هیرونوبو ساکاگوچی و انتشار یافته برای سیستم سرگرمی نینتندو توسط اسکوئر (اسکوئر انیکس کنونی) در سال ۱۹۸۷ است. این اولین قسمت در مجموعه بازی‌های فاینال فانتزی به شمار می‌رود که بعدها برای کنسول پلی‌استیشن و بسیاری از سیستم‌های دیگر بازسازی شده‌است.

## نسخه موبایل فاینال فانتزی
در سال ۲۰۱۵ اولین نسخه بازی FINAL FANTASY توسط شرکت SQUARE ENIX Co. ,Ltd. برای سیستم عامل اندروید به صورت پولی عرضه شد. با نصب بیش از صد هزار نصب موفقیت خوبی برای این شرکت به حساب می‌آمد که سبب شد نسخه‌های دیگری از این بازی با نام‌های: FINAL FANTASY DIMENSIONS II, FINAL FANTASY TACTICS: WotL, FINAL FANTASY AWAKENING, FINAL FANTASY BRAVE EXVIUS و.. عرضه شود.